# 李书城
李书城（1882年—1965年），字晓圆，又名筱垣，生于湖北省潜江县沱埠垸袁桥村，为中国近代军政要人。

## 生平
李书城出身于私塾之家，父亲为当地私塾先生。16岁的李书城中秀才。1902年5月，经湖广总督张之洞选派、与黄兴等人赴日本东京弘文书院学习。在日本期间，结识了孙中山。1904年，再次赴日本，进入陆军士官学校第五期。同年11月，与孙中山、黄兴再度相会，并于次年8月20日，举行同盟会正式成立大会，其化名李唐在盟约上签字。1908年毕业后，回广西桂林担任陆军干部学堂及陆军小学堂监督，1911年11月，抵达武汉参加武昌起义，任中华民国军政府参谋长。11月3日，与黄兴率部向汉口清军进攻，后因无援而败。1912年4月6日，任南京留守府參謀長。1917年，支持孙中山护法运动，并组建湖北护国军。
1920年迁居上海，在法租界内买下一处房产，1921年春与16岁的戏班演员薛文淑结婚。他的胞弟李汉俊參加了籌建中国共产党的工作。中共一大召开的时候，李汉俊提出把会址安排在李书城家，得到了李书城的同意。于是李书城的寓所成為中国共产党成立的见证。
1926年，参加指挥北伐，并与冯玉祥合作在河南信阳会师。抗日战争期间，创建战时儿童保育院，拯救战时流浪儿童，后担任湖北省银行董监会监察。1949年，李书城在武汉发起组织「湖北省人民和平促进会」，与中共将领陈毅、刘伯承联络，使得中共军队顺利接管武汉。
中华人民共和国成立后，担任首任农业部部长，并出席中国人民政治协商会议第一届全体会议。1954年，当选为第一届全国人大常委会委员。1965年8月26日下午6时25分在北京病逝，骨灰放进了八宝山革命公墓第一陈列室。

## 家庭
胞弟李汉俊。
李书城前妻甘世瑜（甘鹏云之女）。有子李声华、女李声韵。甘世瑜去世后，娶薛文淑，生次子李声茂（后改名李声宏）、次女李声韺。